# Баффало-Гров (Иллинойс)
Баффало-Гров (англ. Buffalo Grove) — деревня в округах Лейк и Кук в штате Иллинойс США. По данным переписи 2020 года, численность населения составляла 43 212 человек.

## Население
| 2010   | 2020    |
| ------ | ------- |
| 41 496 | ↗43 212 |